# نوربرت نيروبا
نوربرت نيروبا (بالألمانية: Norbert Nieroba)‏ (مواليد 24 أبريل 1964) هو ملاكم ألماني، مثّل بلاده في الألعاب الأولمبية الصيفية 1988.

## روابط خارجية
نوربرت نيروبا على موقع بوكس ريك (الإنجليزية) (registration required)
- نوربرت نيروبا على موقع أوليمبيديا (الإنجليزية)